# Boston Dynamics
Boston Dynamics es una empresa estadounidense de ingeniería y robótica que se especializa en la construcción de robots. La compañía fue fundada en 1992 por el ingeniero Marc Raibert, exprofesor del Instituto de Tecnología de Massachusetts.
El 13 de diciembre del 2013, fue comprada por Google. El 9 de junio del 2017, fue comprada por la empresa japonesa SoftBank. El 10 de diciembre del 2020, la empresa fue vendida a Hyundai.
Al principio de la historia de la compañía, trabajó con la American Systems Corporation bajo un contrato de la División de Sistemas de Entrenamiento del Centro de Guerra Aérea Naval (NAWCTSD) para reemplazar los videos de entrenamiento navales para operaciones de lanzamiento de aeronaves con simulaciones interactivas en 3D con personajes de DI Guy.[cita requerida]
El 13 de diciembre del 2013, la compañía fue adquirida por Google X (una filial de Alphabet Inc.) por un precio desconocido, donde fue manejado por Andy Rubin hasta su salida de Google en 2014. Inmediatamente antes de la adquisición, Boston Dynamics transfirió su línea de productos de software DI-Guy a MAK Technologies Inc. (anteriormente VT MAK, Inc.), un proveedor de software de simulación con oficinas centrales en Cambridge, Massachusetts.[cita requerida]
El 8 de junio de 2017 Alphabet Inc vendió la empresa a SoftBank Group por un precio indeterminado.
En diciembre de 2020 Hyundai Motor Group adquirió un 80% de las acciones de la compañía por una cifra aproximada de 880 millones de dólares. En 2021 finalmente se anunció que Hyundai adquirió una participación mayoritaria en la empresa en manos de SoftBank.

### BigDog

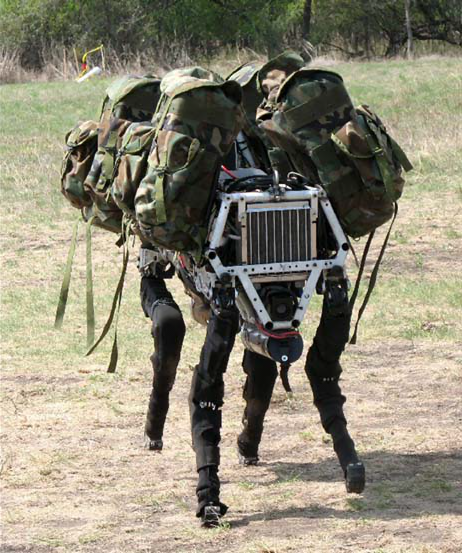
El robot cuadrúpedo Big Dog se está desarrollando como una mula que puede atravesar terrenos difíciles

## Productos

### Cheetah
CHEETAH es un robot corredor capaz de alcanzar las 28 mph (millas por hora).[cita requerida]

### SpotMini

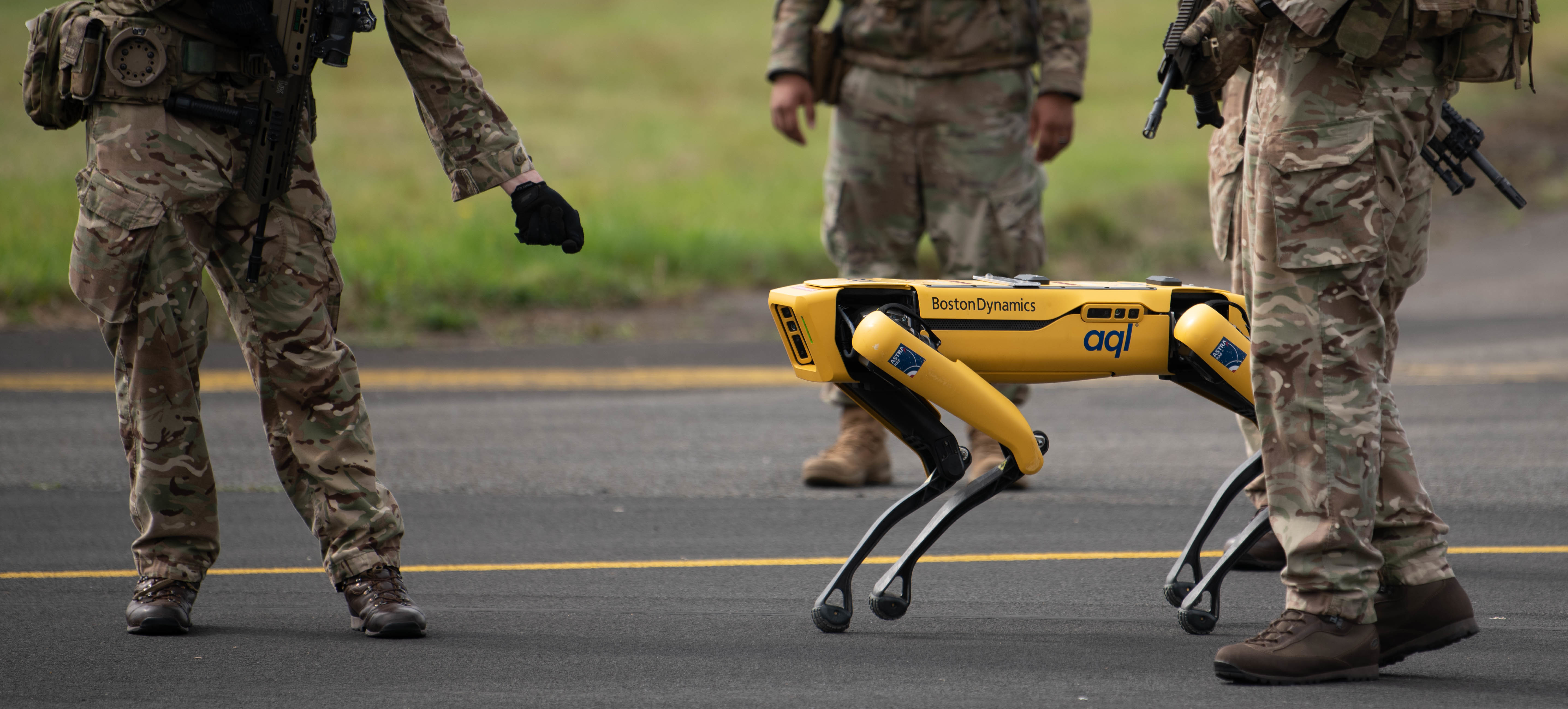
Spot robot Royal Air Force

El 23 de junio del 2016, Boston Dynamics reveló el SpotMini de cuatro patas, inspirado en cánidos, que solo pesa 25 kg (55 libras) y es más liviano que sus otros productos. El robot funciona sin electricidad directa y puede operar durante aproximadamente 90 minutos, todo dependiendo de las tareas que se haya configurado para completar.
En febrero del 2018, un video promocional de SpotMini usando su garra delantera para abrir una puerta para otro robot alcanzó el # 1 en YouTube, con más de 2 millones de visitas. Un video posterior del mismo mes mostró que el SpotMini persistía en intentar abrir la puerta ante la interferencia humana. Los espectadores percibieron al robot como "espeluznante" y "que recuerda a todo tipo de robots de ciencia ficción que no se rendirían en sus misiones para buscar y destruir".[cita requerida]
El 11 de mayo del 2018, el director general de Boston Dynamics, Marc Raibert, anunció, en la TechCrunch Robotics Session 2018, que el robot SpotMini estaba en preproducción y que se estaba preparando para su distribución comercial en el 2019. En su sitio web, Boston Dynamics destacó que SpotMini es el "robot más silencioso" que ellos han construido ". La compañía expresó sus planes con fabricantes contratados para construir los primeros 100 SpotMinis a finales de ese año con fines comerciales, comenzando a escalar la producción con el objetivo de vender SpotMini en 2019.cr
El 16 de junio del 2020, se dio a conocer que el modelo Spot saldría a la venta por un precio de 74600 dólares. Está desarrollado para actividades de vigilancia, resguardo y extracción de elementos. Incluye dos baterías alternas y una funda de resguardo.

### SandFlea
SandFlea es un pequeño robot con ruedas capaz de saltar 30 pies (9.1 m) hacia arriba. Pesa 11 libras (5 kg) y se conduce como un auto a control remoto sobre superficies planas.[cita requerida]
El robot usa la estabilización de giroscopio para mantenerse nivelado durante el vuelo, para proporcionar una visión clara desde la cámara de a bordo y garantizar un aterrizaje suave. La pulga de arena puede saltar unas 25 veces con una carga. Boston Dynamics está desarrollando Sand Flea con fondos de la Fuerza de Equipamiento Rápido (REF) del Ejército de los Estados Unidos. Las versiones anteriores de Sand Flea fueron desarrolladas por Sandia National Laboratory, con fondos de DARPA y de JIEDDO.

### Handle
Handle (2016) tiene dos brazos y, como novedad, dos piernas que corren sobre ruedas. Los brazos se utilizan para equilibrar y levantar cargas de hasta 45 kilogramos. El mango tiene dos metros de altura y puede rodar a más de 15 kilómetros por hora. También puede dar zancadas en superficies rugosas. Puede bajar las escaleras mientras rueda. Puede saltar más de 1,20 metros de altura. Sus baterías le dan un alcance de unos 25 kilómetros. Debido a sus ruedas, tiene menos grados de libertad que un robot humanoide con pies móviles, pero es significativamente más barato de fabricar.

### Wildcat
Robot cuadrúpedo que es capaz de correr, girar, levantarse en dos patas y saltar.